# Jüdischer Friedhof (Lübben)

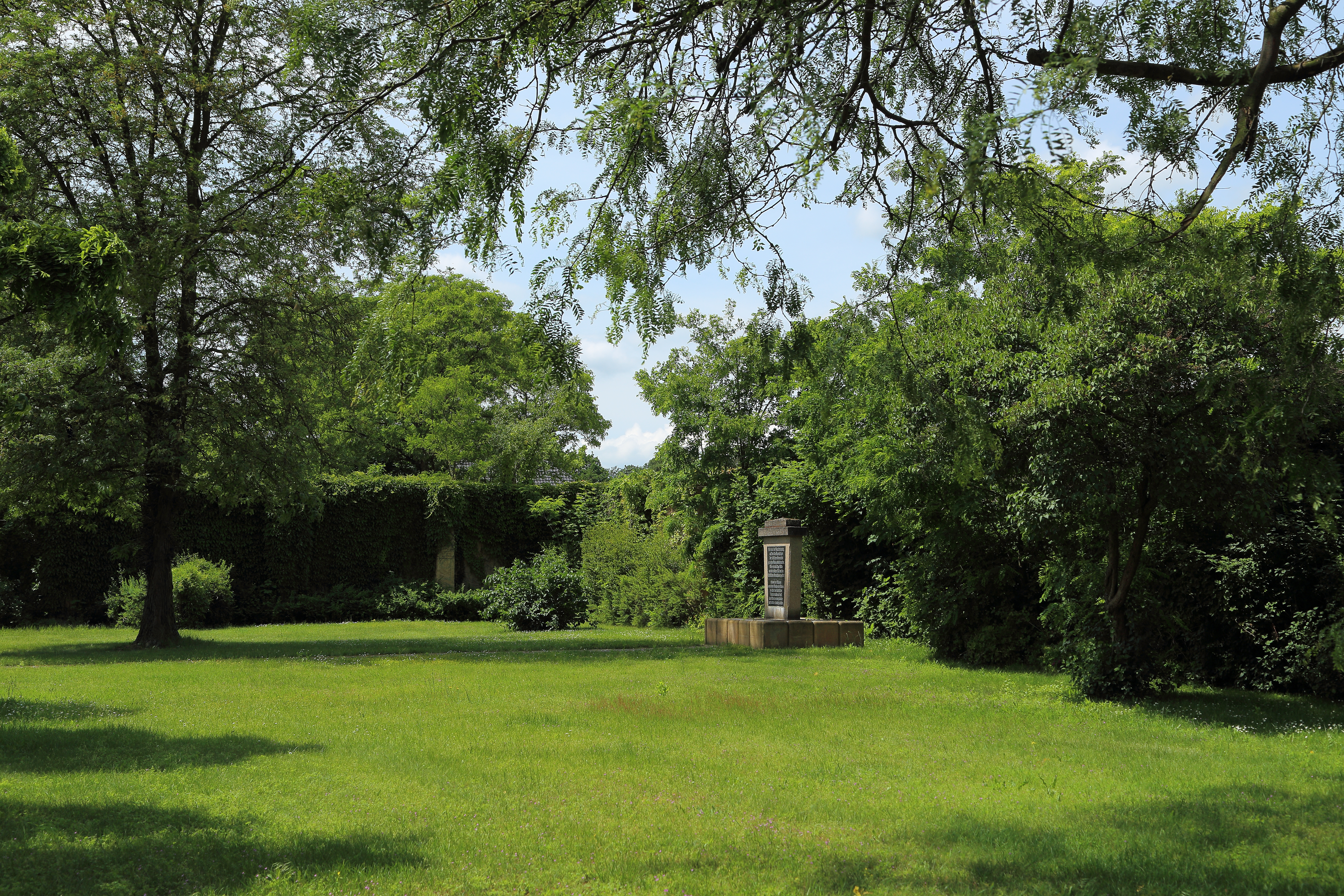
Ansicht des jüdischen Friedhofs in Lübben

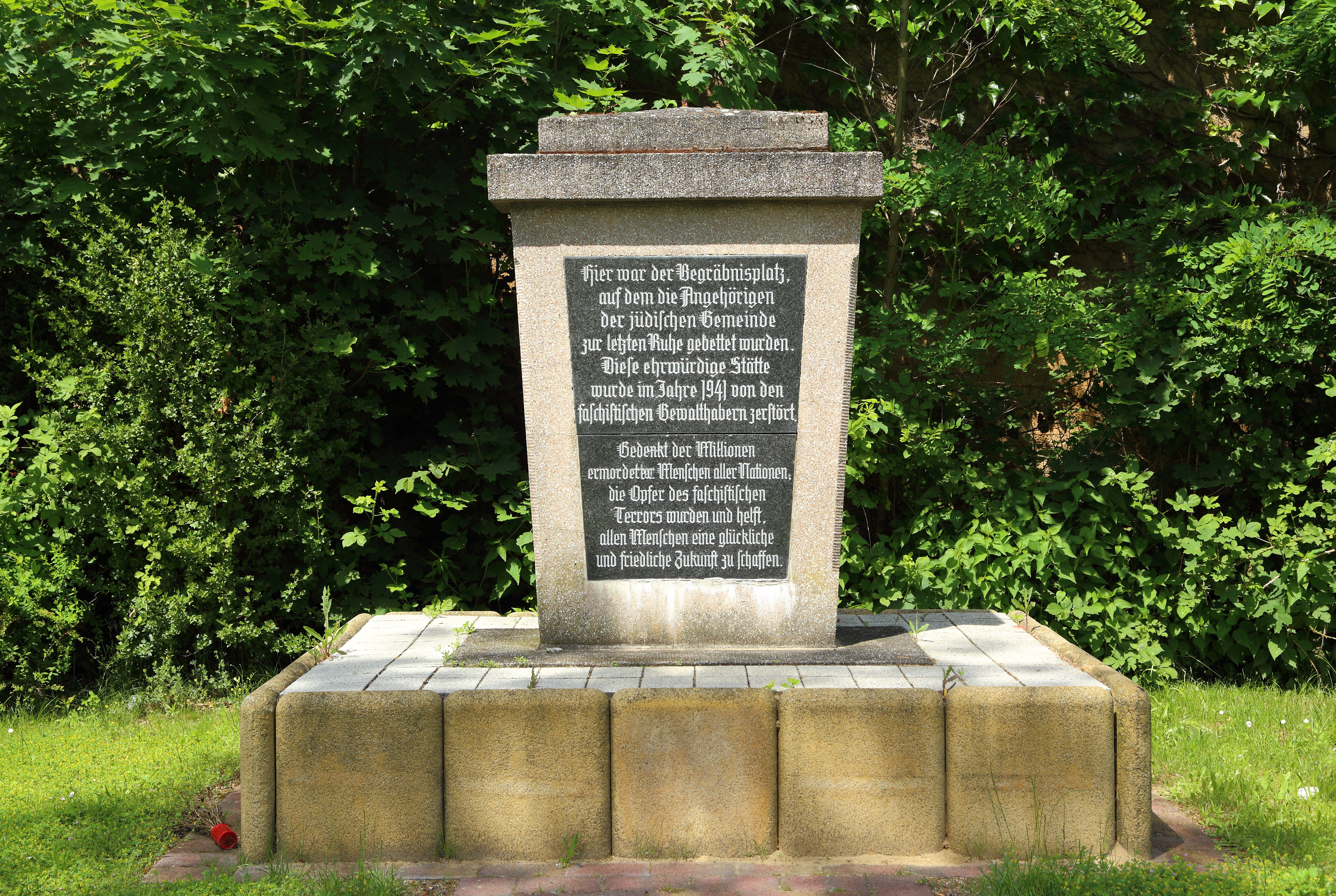
Denkmal

Der Jüdische Friedhof in Lübben, der Kreisstadt des Landkreises Dahme-Spreewald im Land Brandenburg, wurde  um 1835/40 angelegt. Der etwa 20 Ar große jüdische Friedhof liegt südlich des Hauptbahnhofes an einem Fußweg zwischen Blumenstraße und Majoransheide.
Der Friedhof wurde in der Zeit des Nationalsozialismus 1941 zerstört. Nach 1945 wurde das Grundstück in eine Parkanlage mit einem Gedenkstein umgewandelt. Es sind keine Grabsteine mehr vorhanden.    